# La Venganza de los Ex (Francia)
La Revanche des Exes es un programa de telerrealidad francés basado en el formato original británico Ex on the Beach. Fue estrenado el 22 de agosto de 2016. Cuenta con un grupo de hombres y mujeres que disfrutan de unas vacaciones de verano en el paraíso, mientras que buscan el amor. Sin embargo, se les unieron sus ex para agitar las cosas. Cada ex está allí, ya sea por venganza o revivir su amor. A pesar de los excelentes vistas que reunió el programa, NRJ 12 anunció la cancelación del programa en julio del 2017.

## Temporadas
| Año  | Temporada   | Ubicación | Episodios | Espectadores | Inicio       | Final           |
| ---- | ----------- | --------- | --------- | ------------ | ------------ | --------------- |
| 2016 | Temporada 1 | Tailandia | 12        | 225.750      | 22 de agosto | 5 de septiembre |

### Temporada 1 (2016)
La primera temporada del programa se estrenó 22 de agosto de 2016. La serie consta de doce episodios y concluyó el 5 de septiembre de 2014. La lista oficial de los miembros del reparto incluye cuatro chicos solteros: Aaron Davis, Jean-Charles Mougenot, Mikaël Dinis y Mehdi Fieffe; así como cinco chicas solteras: Allison Lisi, Jélena Dukic, Lauren Cruz, Laurie Marquet y Melody perez. Se anuncia que varios de los miembros del reparto ya había participado en otros realitys.
| Episodios | Nombre                     | Edad | Famoso por                                  | Exes                          |  |
| --------- | -------------------------- | ---- | ------------------------------------------- | ----------------------------- |  |
| 5         | Aaron Davis                | 26   | N/A                                         | N/A                           |  |
| 12        | Allison Lisi               | 25   | N/A                                         | Dorian Jime, Julien Haute     |  |
| 12        | Jean-Charles "JC" Mougenot | 32   | Dileme 1                                    | N/A                           |  |
| 6         | Jélena Dukic               | 22   | N/A                                         | N/A                           |  |
| 12        | Lauren Cruz                | 24   | N/A                                         | Zelko Stojanovic              |  |
| 12        | Laurie Marquet             | 22   | Bachelor Francia 6                          | Charlène Long                 |  |
| 12        | Mehdi Fieffe               | 27   | La Belle et ses princes presque charmants 2 | N/A                           |  |
| 10        | Melody Perez               | 26   | La Villa des cœurs brisés 1                 | Julian Thomas, William Grande |  |
| 12        | Mikaël Dinis               | 23   | La Belle et ses princes presque charmants 3 | Sandrine Krams                |  |
|           |                            |      |                                             |                               |  |
| 12        | Charlène Long              | 23   | Bachelor Francia 5                          | Laurie Marquet                |  |
| 12        | William Grande             | 27   | N/A                                         | Melody Perez                  |  |
| 10        | Dorian Jime                | 21   | N/A                                         | Allison Lisi                  |  |
| 9         | Zelko Stojanovic           | 29   | Secret Story                                | Lauren Cruz                   |  |
| 2         | Julien Haute               |      | N/A                                         | Allison Lisi                  |  |
| 2         | Sandrine Krams             |      | N/A                                         | Mikaël Dinis                  |  |
| 2         | Julian Thomas              | 25   | La Villa des cœurs brisés 1                 | Melody Perez                  |  |

#### Duración del reparto
| Reparto  | Episodios | Episodios | Episodios | Episodios | Episodios | Episodios | Episodios | Episodios | Episodios | Episodios | Episodios | Episodios |
| Reparto  | 1         | 2         | 3         | 4         | 5         | 6         | 7         | 8         | 9         | 10        | 11        | 12        |
| -------- | --------- | --------- | --------- | --------- | --------- | --------- | --------- | --------- | --------- | --------- | --------- | --------- |
| Aaron    |           |           |           |           |           |           |           |           |           |           |           |           |
| Allison  |           |           |           |           |           |           |           |           |           |           |           |           |
| JC       |           |           |           |           |           |           |           |           |           |           |           |           |
| Jélena   |           |           |           |           |           |           |           |           |           |           |           |           |
| Lauren   |           |           |           |           |           |           |           |           |           |           |           |           |
| Laurie   |           |           |           |           |           |           |           |           |           |           |           |           |
| Melody   |           |           |           |           |           |           |           |           |           |           |           |           |
| Mehdi    |           |           |           |           |           |           |           |           |           |           |           |           |
| Mikaël   |           |           |           |           |           |           |           |           |           |           |           |           |
|          |           |           |           |           |           |           |           |           |           |           |           |           |
| Charlène |           |           |           |           |           |           |           |           |           |           |           |           |
| William  |           |           |           |           |           |           |           |           |           |           |           |           |
| Dorian   |           |           |           |           |           |           |           |           |           |           |           |           |
| Zelko    |           |           |           |           |           |           |           |           |           |           |           |           |
| Julien   |           |           |           |           |           |           |           |           |           |           |           |           |
| Sadrine  |           |           |           |           |           |           |           |           |           |           |           |           |
| Julian   |           |           |           |           |           |           |           |           |           |           |           |           |